# Premio August Macke
El premio August Macke, llamado así en homenaje al pintor alemán August Macke, fue entregado por primera vez en 1959 por los distritos Arnsberg, Brilon, Meschede y Olpe, que forman parte del Distrito de Hochsauerland, Alemania. El ganador obtiene un premio en metálico de 20.000€ y expone su obra en el museo en Arnsberg.

## Ganadores
- 1959: Carl Josef Hoffmann, Gebhard Schwermer
- 1964: Christa Biederbick
- 1969: Christine Bandau, Ruth Hoffmann y Claus Harnischmacher
- 1975: Bernd Bohmeier, Theo Lambertin
- 1978: Emil Schumacher
- 1981: Monika Hollekamp
- 1984: Günter Ferdinand Ris
- 1987: Gotthard Graubner
- 1990: Fujio Akai
- 1993: Herbert Bardenheuer
- 1996: Heribert Friedland
- 2000: Ansgar Nierhoff
- 2005: Matthias Weischer
- 2008: Leiko Ikemura
- 2011: Corinne Wasmuht
- 2014: Kerstin Brätsch
- 2017: Michael Sailstorfer